# Malban
Le malban est une confiserie libanaise se présentant comme une sorte de nougat
mou fait avec du jus de raisin, souvent fourré de noix ou de pistaches. Le mot malban vient du mot arabe : لَبَن laban qui signifie « lait ».
Le malban (ملبن  [ˈmælbæn]) est aussi le nom du loukoum en Égypte.